# Kennebunk (Maine)
Kennebunk is een plaats (town) in York County, Maine, Verenigde Staten. In 2000 had de plaats een inwonertal van 10476.